# Diocèse de Walla Walla
Le diocèse de Walla Walla (en latin : Dioecesis Valle-Valliensis) est un ancien diocèse des États-Unis créé le 24 juillet 1846 par détachement du vicariat apostolique du territoire de l'Oregon et basé à Walla Walla.
Perdant déjà du territoire afin d'établir le diocèse de Nesqually le 31 mai 1850, le diocèse de Walla Walla est supprimé le 29 juillet 1853 par le bref Per similes du pape Pie IX, 
son territoire étant réparti entre les sièges du diocèse de Nesqually (futur archidiocèse de Seattle) et l'archidiocèse d'Oregon City (futur archidiocèse de Portland).
Le 15 mars 1859, le comté de Walla Walla a tenu sa première commission de comté et élection dans la première église de la communauté, l'église Saint-Patrick, qui sert toujours de paroisse à la ville.
Depuis 1974, Walla Walla compte parmi les sièges épiscopaux titulaires de l'Église catholique ; depuis le 19 mai 2015, l'évêque titulaire est Witold Mroziewski, évêque auxiliaire de Brooklyn. 

## Évêques résidents
- 28 juillet 1846-31 mai 1850 : Augustin Blanchet (Augustin Magloire Alexandre Blanchet)
- 31 mai 1850-29 juillet 1853 : François Blanchet (François Xavier Norbert Blanchet)

## Évêques titulaires
- Eugene Antonio Marino, S.S.J. † (12 juillet 1974 - 14 mars 1988, nommé archevêque Atlanta)
- Bernard William Schmitt † (27 mai 1988 - 29 mars 1989, nommé évêque de Wheeling-Charleston)
- Paul Albert Zipfel † (16 mai 1989 - 31 décembre 1996, nommé évêque de Bismarck)
- James Edward Fitzgerald † (11 janvier 2002 - 11 septembre 2003, décédé)
- Mitchell Thomas Rozanski (3 juillet 2004 - 19 juin 2014, nommé évêque de Springfield)
- Witold Mroziewski (en), depuis le 19 mai 2015

## Sources
- (en) « Diocese of Walla Walla », sur catholic-hierarchy.org (consulté le 29 novembre 2024)
- (en) « Walla Walla (titular see) », sur catholic-hierarchy.org (consulté le 29 novembre 2024)